# Mistrzostwa Świata w Żeglarstwie Lodowym 2013
Mistrzostwa Świata w Żeglarstwie Lodowym 2013 – 40. edycja mistrzostw świata w żeglarstwie lodowym w klasie DN, która odbyła się w USA, na jeziorze Pepin na granicy stanów Wisconsin i Minnesota w dniach 27–29 stycznia 2013 roku. W zawodach wystartowało 101 żeglarzy z 8 krajów.
Zwyciężył drugi raz z rzędu Tomasz Zakrzewski, srebrny medal wywalczył Robert Graczyk, a brązowy Amerykanin John Dennis.
Pierwszego dnia regat przy padającym śniegu z deszczem i kilkucentymetrowej warstwie mokrego śniegu rozegrano zaledwie jeden wyścig. Kolejnego dnia regatowego temperatura spadła poniżej zera i kolejnych pięć wyścigów rozegrano na twardym lodzie i lekko przemrożonym śniegu.

## Wyniki
| Miejsce | Zawodnik          | Wynik |
| ------- | ----------------- | ----- |
|         | Tomasz Zakrzewski | 7,00  |
|         | Robert Graczyk    | 13,00 |
|         | John Dennis       | 18,00 |